# Wanda Piekarska
Wanda Piekarska (ur. 17 marca 1893 w Radomiu, zm. 15 listopada 1972 tamże) – podoficer sanitarny Legionów Polskich i Wojska Polskiego. Uczestniczka I wojny światowej i II wojny światowej. Dama Orderu Virtuti Militari

## Życiorys
Urodziła się 17 marca 1893 w Radomiu w rodzinie kupieckiej Józefa i Konstancji z d. Okulska. Studentka chemii Uniwersytetu w Bernie, a także Uniwersytetu Jagiellońskiego. Od 1913 należała do drużyny strzeleckiej i działała w tzw. Lotnych Brygadach Polskiej Organizacji Wojskowej. W 1915 służyła jako kurier w 1 Brygadzie Legionów. 17 maja 1922 za męstwo i odwagę w pracy wywiadowczo-kurierskiej została odznaczona Orderem Virtuti Militari .
Po zakończeniu wojny studiowała na Politechnice Warszawskiej. Pracowała później m.in. w kancelarii warszawskiego sądu apelacyjnego, jako laborantka w Podlaskiej Fabryce Samolotów. W czasie okupacji niemieckiej działała w Związku Walki Zbrojnej , za co została uwięziona w kwietniu 1941 w obozie Ravensbrück.
Po wojnie zamieszkała w Jedlni. Zmarła 15 listopada 1972 w Radomiu. Pochowana w Jedlni.

## Życie prywatne
Rodziny nie założyła.

## Ordery i odznaczenia
- Krzyż Srebrny Orderu Wojskowego Virtuti Militari nr 7569[1] – 17 maja 1922[4][5]
- Krzyż Niepodległości z Mieczami[1]
- Odznaka „Za wierną służbę”